# Целищев, Николай Николаевич
Николай Николаевич Целищев (23 января 1930 — 10 января 2020) — советский и российский учёный и педагог в области философии, организатор науки, доктор философских наук (1976), профессор (1978). Заслуженный работник высшей школы Российской Федерации (1997).

## Биография
Родился 23 января 1930 года в деревне Мокруша Советского района Кировской области.
С 1948 по 1953 годы проходил обучение в Московском институте международных отношений МИД СССР. С 1960 по 1963 годы обучался в аспирантуре при Свердловском юридическом институте. С 1973 по 1976 годы обучался в докторантуре при Академии общественных наук при ЦК КПСС.
С 1963 по 1971 годы работал в должности — руководителя лекторской группы Свердловского областного комитета КПСС и референта-консультанта общества «Знание». С 1971 по 1981 годы в течение десяти лет, Н. Н. Целищев работал в должности — проректора по учебной и научной работе Свердловской высшей партийной школы.
В 1964 году Н. Н. Целищев защитил диссертацию на соискание учёной степени — кандидата философских наук, в 1976 году — доктора философских наук по теме: «Социалистический интернационализм: сущность и основные тенденции развития». В 1978 году Н. Н. Целищеву было присвоено учёное звание — профессора.
С 1981 года начал свою педагогическую деятельность в Уральском государственном университете: с 1981 по 2003 годы, в течение двадцати трёх лет, Н. Н. Целищев являлся проректором Уральского государственного университета и директором Института по переподготовке и повышению квалификации преподавателей гуманитарных и социальных наук, под его руководством и при непосредственном участии, ИППК при УрГУ становится кузницей кадров в области социально-гуманитарных дисциплин не только в Уральском но и в Дальневосточном и Сибирском регионах, создаются филиалы института в Перми и Челябинске, создаются школа-семинар по докторантам и кафедры: международных отношений, страноведения и психологии.
С 2003 года — директор Межвузовского центра по проблемам гуманитарного и социально-экономического образования при Уральском федеральном университете, под его руководством и при активном участии были организованы и проведены международные и всероссийские научно-практические конференции, в том числе в 2009 году — Всероссийская научная конференция «Философское мировоззрение и картина мира» и Всероссийская научно-практическая конференция посвящённая совещанию глав государств Шанхайской организации сотрудничества в области проблем связанных с обеспечением геополитической безопасности Российской федерации.
Н. Н. Целищев избирался в 1994 году — действительным членом Академии гуманитарных наук и в 2005 году — Академии политических наук, был членом Совета ректоров высших учебных заведений Свердловской области и членом специализированных Советов по защите докторских диссертаций. Н. Н. Целищев автор более двухсот научных трудов, в том числе тринадцати монографий.
7 ноября 1997 года Указом Президента Российской Федерации «За заслуги в научной и педагогической деятельности» Николай Николаевич Целищев удостоен почётного звания — Заслуженный работник высшей школы Российской Федерации.
Скончался 10 января 2020 года в Екатеринбурге. Похоронен на Ивановском кладбище Екатеринбурга.

## Основные труды
Основной источник:
- Победа народной демократии на немецкой земле / Свердловск : Сред.-Урал. кн. изд-во, 1964. — 87 с.
- Маршрутами дружбы / Н. Н. Целищев, И. С. Бродский. — Свердловск : Сред.-Урал. кн. изд-во, 1969. — 115 с.
- Парламенты зарубежных социалистических стран / Свердловск: 1971. — 51 с.
- Пролетарский интернационализм — идеология и политика социализма / Свердловск : Сред.-Урал. кн. изд-во, 1975. — 191 с.
- Великая сила пролетарского интернационализма / Москва : Мысль, 1978 г. — 182 с.
- Актуальные проблемы развития национальных отношений, интернационального и патриотического воспитания : Метод. рекомендации лекторам, пропагандистам, слушателям системы полит. и экон. учёбы / Н. Н. Целищев; Дом полит. просвещения Свердлов. обкома КПСС и др. — Свердловск, 1988. — 76 с.
- Василий Никитич Татищев и Вилим Иванович Геннин на Урале / Науч. ред.: Н. Н. Целищев. — Екатеринбург: Банк культур. информ., 1999. — 213 с. (Выдающиеся деятели науки и культуры Урала / Ур. гос. ун-т им. А. М. Горького и др.) — ISBN 5-7851-0152-1
- Философское образование : Серия / Рос. филос. о-во, Межвуз. центр проблем непрерыв. гуманит. образования при Ур. гос. ун-те им. А. М. Горького. — Екатеринбург : Банк культур. информ., Вып. 19: Развитие личности в системе непрерывного гуманитарного образования: Материалы науч.-практ. конф., Екатеринбург, 22 марта 2000 г. / Под ред. Н. Н. Целищева и И. Я. Лойфмана. — Екатеринбург: Банк культур. информ., 2001. — 176 с. — ISBN 5-7851-0342-7
- Этнонациональные отношения в России и мире / Н. Н. Целищев ; Уральское отд-ние Российской акад. наук [и др.]. — Екатеринбург : Изд-во Уральского ун-та, 2009. — 508 с. — ISBN 978-5-7996-0425-7
- Актуальные проблемы национальной безопасности России : к 70-летию УрГСХА : коллективная монография / Сёмин А. Н. (рук.) и др.; науч. ред. Н. Н. Целищев; Уральская гос. с.-х. акад., Межвуз. центр по проблемам гуманитарного и социально-экономического образования при Уральском гос. ун-те им. А. М. Горького. — Екатеринбург: Изд-во УрГСХА, 2010. — 246 с. — ISBN 978-5-587203-299-X (ошибоч.)
- Социальное государство: проблемы формирования и функционирования: коллективная монография / Хрущёва М. И. и др.; науч. ред. Целищев Н. Н.; Екатеринбургский фил. образовательного учреждения профсоюзов «Акад. труда и соц. отношений», Уральская гос. с.-х. акад., Межвузовский центр по проблемам гуманитарного и соц.-экон. образования при Уральском гос. ун-те им. А. М. Горького. — Екатеринбург: Изд-во АМБ, 2011. — 226 с. — ISBN 978-5-8057-0762-0
- Политология: учебное пособие / В. Н. Стегний, Н. Н. Целищев, В. И. Шерпаев; М-во образования и науки Российской Федерации, Гос. образовательное учреждение высш. проф. образования «Пермский гос. технический ун-т». — Пермь : Изд-во Пермского гос. технического ун-та, 2011. — 346 с. — ISBN 978-5-398-00572-1
- Язык и этнополитика: научное издание / Н. Н. Целищев; М-во сельского хоз-ва Российской Федерации, Федеральное гос. бюджетное образовательное учреждение высш. проф. образования Уральский гос. аграрный ун-т, Каф. упр. и права. — Екатеринбург : Уральское аграрное изд-во, 2013. — 268 с. — ISBN 978-5-87203-334-9
- Духовные скрепы Российского народа : монография / Н. Н. Целищев ; Уральский гос. аграрный ун-т, Межвузовский центр по проблемам гуманитарного и социально-экономического образования. — 2-е, испр. и доп. — Екатеринбург: Уральский гос. аграрный ун-т, 2014. — 404 с. — ISBN 978-5-87203-353-0
- Актуальные проблемы управления, экономики, культуры: монография / Н. А. Александрова и др.; науч. ред. Н. Н. Целищев; М-во сельского хоз-ва Российской Федерации, Федеральное гос. бюджетное образовательное учреждение высш. проф. образования «Уральский гос. аграрный ун-т», Межвузовский центр по проблемам гуманитарного и социально-экономического образования. — Екатеринбург: УрГАУ, 2015. — 337 с. — ISBN 978-5-87203-377-6
- 100-летие революции 1917 года в России. Научно-аналитический взгляд: монография / А. П. Ветошкин, Б. А. Воронин, Я. В. Воронина и др. ; науч. ред. Н. Н. Целищев; Министерство сельского хозяйства Российской Федерации, Федеральное государственное бюджетное образовательное учреждение высшего образования «Уральский государственный аграрный университет», Межвузовский центр по проблемам гуманитарного и социально-экономического образования. — Екатеринбург: Уральский ГАУ, 2017. — 341 с. — ISBN 978-5-8295-0535-6

## Награды
- Орден «Знак Почёта»[1]

### Звания
- Заслуженный работник высшей школы Российской Федерации (1997[2])